# J. Y. Park
Park Jin-young (* 13. Dezember 1971 in Seoul) ist ein südkoreanischer Sänger, Songwriter, Musikproduzent und der Gründer von JYP Entertainment.

## Leben
Park Jin-young wurde am 13. Dezember 1971 in Seoul geboren. Er hat einen Bachelor-Abschluss von der Yonsei University. 1999 heiratete er Seo Yun-jeong. Im März 2009 gaben sie ihre Scheidung bekannt.

### Karriere
1992 debütierte Park mit der Gruppe Park Jin-young and the New Generation (박진영과 신세대), war jedoch nicht erfolgreich. 1994 veröffentlichte er solo das Album Blue City mit dem Titellied Don’t Leave Me.
1997 gründete er mit der Tae-Hong Planning Company sein eigenes Label und Talentagentur. Dieses wurde 2001 in JYP Entertainment umbenannt. Er ist u. a. der Entdecker des K-Pop-Sängers Rain und Produzent erfolgreicher Gruppen wie den Wonder Girls, god, 2PM, 2AM, Miss A, Got7, Day6, Twice, Stray Kids und Itzy sowie Nmixx.
Im Oktober 2009 erreichte Park als erster koreanischer Songwriter zusammen mit Rainstone einen Einstieg in die Billboard Hot 100 auf Platz 76 durch Nobody, das von den Wonder Girls interpretiert wurde.
2011 produzierte Park zusammen mit Bae Yong-joon die Dramaserie Dream High, über Musikschüler, die Popstars werden wollen. Die Serie gewann unter anderem die Rose d’Or. Seit 2011 sitzt er zudem in der Jury der Castingshow K-Pop Star.

## Diskografie

### Studioalben
- 1994: Blue City
- 1995: Tantara
- 1997: Summer Jingle Bell
- 1998: Even After 10 Years
- 1998: Kiss Me
- 2001: Game
- 2007: Back to Stage
- 2022: Groove Back

### EPs
- 2009: Sad Freedom
- 2012: Spring – 5 Songs for 1 New Love

### Singles (mit Auszeichnungen)
- 2020: When We Disco (mit Sunmi, KR: Platin (Streaming))[2]

## Filmografie

### Fernsehdramen
- 2011: Dream High
- 2012: Dream High 2
- 2015: The Producers – sich selbst (Folge 3)
- 2015: Persevere, Goo Hae-Ra – Cameo

### Filme
- 2012: The Wonder Girls Movie
- 2012: A Millionaire on the Run (5백만불의 사나이)

### Fernsehshows
- 2011: K-Pop Star